# Буре (род)
Буре (корт, кашкар) — название некоторых башкирских родов, к примеру у племён Усерган, Ельдяк, восходящее к тотему волка. Является также антропонимом, к примеру: Буребай, Буресы (охотник на волков) и др.

## Родовой состав

### Буре-Усерган
(Родовые подразделения: аргын, буребай, ибанай, казах, майрык).

## Анализ Y-DNA
Анализ Y-DNA представителей рода Буре-Телеу выявил у них гаплогруппу R1a, snp= L342.2+, Z2123+.

## О почитании волка у башкир
У башкир очень распространено почитание волка, как символа воина, даже народная этимология самоназвания башкир — связывается с волком.